# حاتم جاسم مخلص
حاتم جاسم مخلص التكريتي وهو طبيب وسياسي عراقي. كان والده جاسم مخلص كان من أبرز الناشطين في التيار القومي العربي بالعراق وقد قاده نشاطه وتصديه لسياسات صدام حسين إلى إعدامه في نهاية 1993 في قضية راجي التكريتي.
شغل منصب عضو في الجمعية الوطنية الانتقالية المؤقتة عامي 2004 و2005.
ترشح في انتخابات البرلمان العراقي لعام 2005 عن تجمع وطنيون، ثم ترشح في انتخابات البرلمان العراقي لعام 2010 عن قائمة ائتلاف وحدة العراق، لكنه لم يفلح في الحصول على مقعد نيابي.
كما رأس إصدار جريدة أسبوعية اسمها «الوطن».